# جنیفر براندج
جنیفر براندج (انگلیسی: Jennifer Brundage؛ زادهٔ ۲۷ ژوئن ۱۹۷۳) بازیکن سافت‌بال اهل ایالات متحده آمریکا بود.